# Danh sách cuộc viếng thăm Việt Nam của chủ tịch Cuba

Cờ hiệu của Chủ tịch Cuba

Chủ tịch Cuba thăm Việt Nam là các chuyến thăm hoặc làm việc của các Chủ tịch Cuba đến Việt Nam vào những thời điểm, hoàn cảnh khác nhau và những chuyến đi đó cũng có những tác động khác nhau đến Việt Nam và mối quan hệ Việt Nam - Cuba. Đặc biệt là chuyến viếng thăm của Fidel Castro đến vùng tạm chiếm của Cộng Hòa Miền Nam Việt Nam ở Quảng Trị. Tính đến năm 2016, đã có 2 vị Chủ tịch Cuba đã từng đặt chân đến Việt Nam.

## Tổng quan
| STT | Tổng thống        | Hình ảnh            | Ngày bắt đầu        | Ngày kết thúc                 | Điểm đến          | Ghi chú |
| --- | ----------------- | ------------------- | ------------------- | ----------------------------- | ----------------- | ------- |
| 1   | Fidel Castro      |                     | 15 tháng 9 năm 1973 | 16 tháng 9 năm 1973           | Hà Nội, Quảng Trị |         |
| 2   | Fidel Castro      | tháng 12 năm 1995   | tháng 12 năm 1995   | Hà Nội, Thành phố Hồ Chí Minh |                   |         |
| 3   | Fidel Castro      | 22 tháng 2 năm 2003 | 22 tháng 2 năm 2003 | Hà Nội                        |                   |         |
| 4   | Raúl Castro       |                     | 7 tháng 7 năm 2012  | 10 tháng 7 năm 2012           | Hà Nội            |         |
| 5   | Miguel Díaz-Canel |                     | 8 tháng 11 năm 2018 | 10 tháng 11 năm 2018          | Hà Nội            |         |

## Chi tiết

### Fidel Castro

#### Lần I

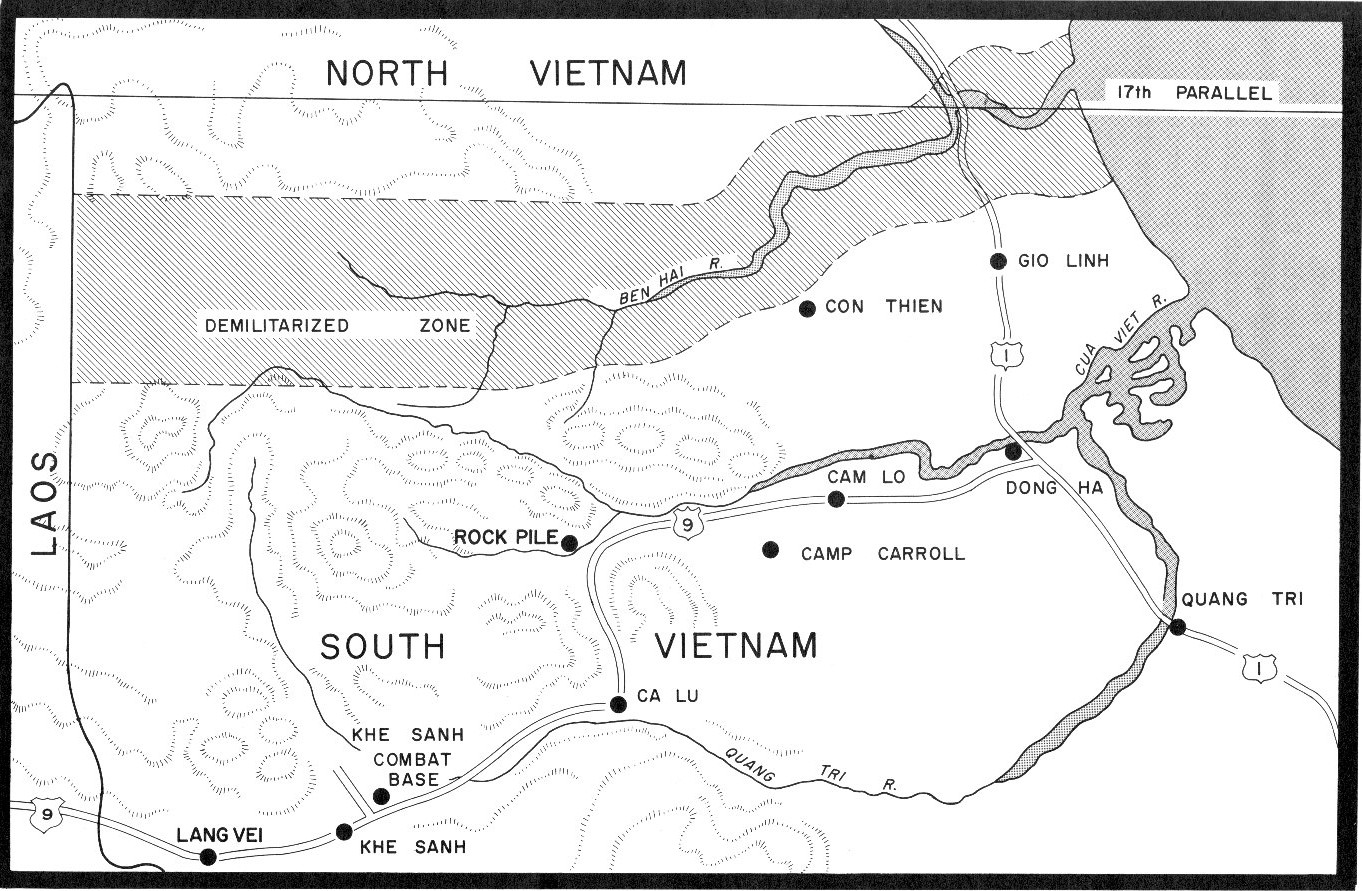
Fidel Castro đã vượt vĩ tuyến 17 đến thăm Cam Lộ

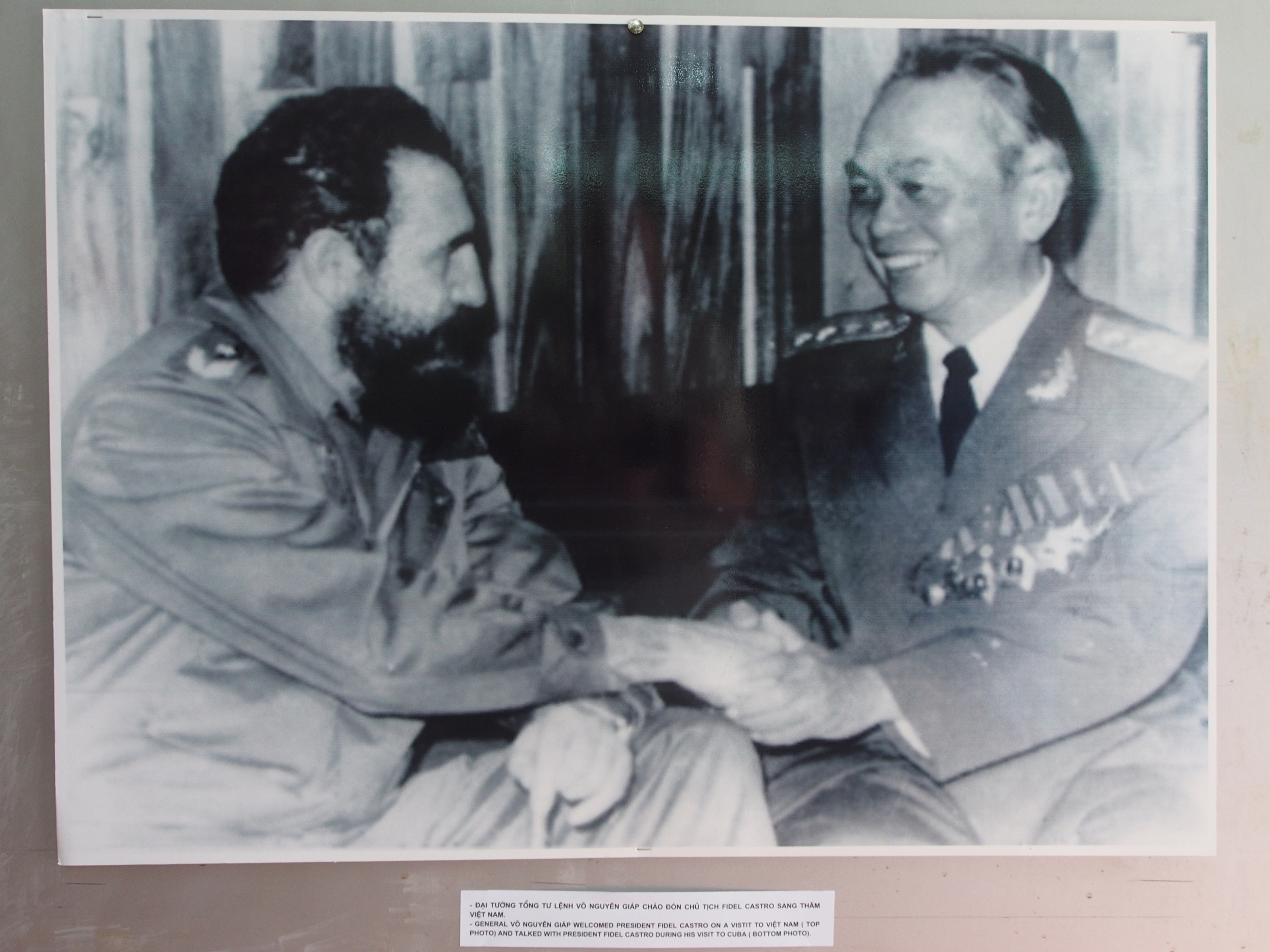
Fidel Castro và Võ Nguyên Giáp tại Bảo tàng Lịch sử Quân sự Việt Nam

Vào tháng 9 năm 1973, lần đầu tiền chủ tịch Cuba thăm Việt Nam trong giai đoạn chiến tranh Việt Nam diễn ra ác liệt và thực hiện chuyến thăm tỉnh Quảng Trị trong hai ngày 15 và 16 tháng 9 năm 1973.
Sáng 16 tháng 7 năm 1973, ông cùng đoàn vượt Khu phi quân sự vĩ tuyến 17 đến nơi có trụ sở Chính phủ Cách mạng Lâm thời Cộng hòa miền Nam Việt Nam ở Miền Nam Việt Nam và ông trở thành vị nguyên thủ quốc gia nước ngoài đầu tiên và duy nhất thăm vùng giải phóng miền Nam tại tỉnh Quảng Trị chỉ cách chiến tuyến với Việt Nam Cộng Hòa gần 20 km đường chim bay. Truyền thông đặc biệt ấn tượng hình ảnh Fidel dùng một bàn chân đặt trên nòng pháo M107 (175 mm) được mệnh danh là Vua chiến trường của Mỹ đang ở tư thế gục sát mặt đất. Bên cạnh đó còn có hình ảnh ông phất cao cờ giải phóng và nói: 
| “ | Các đồng chí hãy phất cao lá cờ này tại sào huyệt Sài Gòn. | ” |

Trong chuyến thăm này, tại Hà Nội. Ông đã được Đại tướng Võ Nguyên Giáp tặng huy hiệu Chiến sĩ Điện Biên Phủ.
- Liên quan:

Ngày 15 tháng 9, khi đoàn Fidel Castro đến Quảng Trị qua sông Bến Hải (Khu phi quân sự vĩ tuyến 17), ông vô tình chứng kiến một cô gái lấp hố bom bên đường nhưng cuốc trúng bom bi và phát nổ. Lúc này đoàn xe của Thủ tướng Phạm Văn Đồng và Fidel đi đang ngay qua, Fidel đã yêu cầu dừng xe và xuống thăm hỏi người bị thương. Fidel đã bật khóc khi nhìn thấy cô gái bị thương bên vũng máu. Ông ôm cô gái lên xe và đưa về bệnh viện Vĩnh Linh cấp cứu.
Cô gái đó là Nguyễn Thị Hương đã bị thương nặng, ruột đứt 8 khúc, máu mất rất nhiều. Khi đó, bệnh viên Vĩnh Linh đã hết máu dự trữ, Fidel đề nghị tìm cách cứu sống cô gái. Fidel đưa ra một quyết định, nếu bệnh viện không có phương tiện cấp cứu kịp thời, ông xin đưa cô gái ra Quảng Bình, dùng máy bay chở về Hà Nội cấp cứu, nơi đầy đủ phương tiện y tế hơn.
Để có máu truyền cho Hương, Fidel đã điều động xe ra Quảng Bình, mang máu về bệnh viên Vĩnh Linh. Hương đã may mắn. Gần một tháng chữa trị. Cô gái được mời lên ủy ban xã ở nơi cư trú để nhận quà. Đó là món quà của Fidel gồm thuốc chữa bệnh, thuốc bổ và tấm danh thiếp của Fidel.
Từ đó về sau năm có phái đoàn Cuba sang thăm Việt Nam, chủ tịch Cuba Fidel Castro đều gửi quà tặng cô. Năm 1985, Fidel từng mời cô Hương sang thăm Cuba, nhưng cô đã bỏ lỡ.

#### Lần II
Vào tháng 12 năm 1995, Fidel Castro thăm Việt Nam. Sau nghi thức đón tiếp, ông đã hội đàm với Tổng Bí thư Đỗ Mười, Chủ tịch nước Lê Đức Anh và Thủ tướng Võ Văn Kiệt.
Sau đó, ông rời Hà Nội và bay vào thăm Thành phố Hồ Chí Minh với sự đón tiếp của Bí thư Thành ủy Võ Trần Chí.

#### Lần III
Năm 2003, Fidel Castro sang thăm Việt Nam lần thứ ba.
Ngày 22 tháng 2, Fidel Castro đã đến thăm Đại tướng Võ Nguyên Giáp tại nhà riêng của đại tướng.

### Raúl Castro
Không lâu sau chuyên thăm chính thức Cuba của Tổng Bí thư Nguyễn Phú Trọng vào tháng 4 năm 2012.
Chiều 7 tháng 7 năm 2012, chuyên cơ chở chủ tịch Cuba Raúl Castro từ Bắc Kinh (sau chuyến thăm chính thức Trung Quốc) đã đáp xuống sân bay Nội Bài và thăm chính thức Việt Nam trong hai ngày 8 và 9 tháng 7 theo lời mời của lãnh đạo Đảng và Nhà nước Việt Nam. Đón ông tại sân bay có chủ nhiệm Văn phòng Chủ tịch nước Đào Việt Trung.
Ngày 8 tháng 7, lễ đón chính thức chủ tịch Cuba Raúl Castro diễn ra tại Phủ chủ tịch. Sau lễ đón, Tổng Bí thư Nguyễn Phú Trọng có cuộc hội đàm với ông. Cùng ngày, ông cũng có cuộc hội kiến với Chủ tịch nước Trương Tấn Sang, Thủ tướng Nguyễn Tấn Dũng và Chủ tịch Quốc hội Nguyễn Sinh Hùng.
Ngày 10 tháng 7, ông cùng các thành viên trong đoàn đã rời Hà Nội, kết thúc chuyến thăm.
- Quan chức đi theo[10]:

Ricardo Cabrisas Ruiz: Phó Chủ tịch Hội đồng Bộ trưởng Cuba.
Bruno Rodríguez Parrilla: Ủy viên Trung ương Đảng Cộng sản Cuba, Bộ trưởng Bộ Ngoại giao Cuba.
Fredesman Turro Gonzalez: Đại sứ Cuba tại Việt Nam.
- Viếng thăm:

Lăng Chủ tịch Hồ Chí Minh: chủ tịch Cuba Raúl Castro cùng các thành viên trong đoàn đã tới đặt vòng hoa và vào Lăng viếng Chủ tịch Hồ Chí Minh.
Đài Tưởng niệm các Anh hùng Liệt sĩ: ông cùng đoàn cũng đến đặt vòng hoa tại đây.

### Miguel Díaz-Canel
Chủ tịch Hội đồng Nhà nước và Hội đồng Bộ trưởng nước Cộng hòa Cuba Miguel Díaz-Canel và Phu nhân đã thăm hữu nghị chính thức nước Việt Nam từ ngày 8 đến ngày 10 tháng 11 năm 2018.
Chủ tịch Cuba Miguel Díaz-Canel là nguyên thủ nước ngoài đầu tiên Tổng bí thư kiêm Chủ tịch nước Nguyễn Phú Trọng tiếp đón tại Việt Nam sau khi ông được Quốc hội bầu làm Chủ tịch nước.
Sáng 9 tháng 11, Tổng bí thư, Chủ tịch nước Nguyễn Phú Trọng chủ trì lễ đón trọng thể tại Phủ chủ tịch. Nhân dịp này, Tổng bí thư kiêm Chủ tịch nước Nguyễn Phú Trọng trao tặng Huân chương Hồ Chí Minh cho Chủ tịch Cuba Miguel Díaz-Canel.
Chủ tịch Miguel Díaz-Canel hội kiến với Thủ tướng Nguyễn Xuân Phúc và Chủ tịch Quốc hội Nguyễn Thị Kim Ngân cùng ngày 9 tháng 11.